# Mięsień zwieracz zewnętrzny odbytu

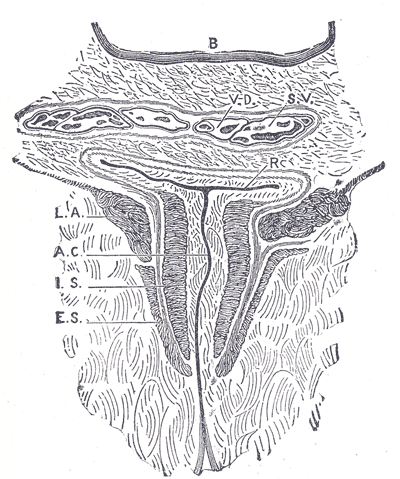
Czołowy przekrój przez kanał odbytu; B. światło pęcherza moczowego; V.D. nasieniowód; S.V. pęcherzyk nasienny; R. odbytnica; A.C. kanał odbytu; L.A. dźwigacz odbytu; I.S. zwieracz wewnętrzny; E.S. zwieracz zewnętrzny odbytu.

Mięsień zwieracz zewnętrzny odbytu (łac. musculus sphincter ani externus, ang. sphincter ani externus muscle) – w anatomii człowieka nieparzysty mięsień należący do grupy mięśni dna miednicy. Ma kształt eliptycznego pierścienia o grubości 8–10 mm a wysokości 2–3 cm, który otacza kanał odbytu. Leży zewnętrznie od mięśnia zwieracza wewnętrznego odbytu, oddzielony od niego podłużną warstwą błony mięśniowej odbytnicy i włóknami mięśnia dźwigacza odbytu. Składa się z trzech części (warstw): podskórnej, środkowej i głębokiej. Warstwa środkowa przyczepia się z tyłu do kości guzicznej i więzadła odbytowo-guzicznego, a z przodu do środka ścięgnistego krocza. Pozostałe warstwy nie mają przyczepów do kośćca. Część głęboka, położona najwyżej, składa się tylko z włókien okrężnych, a część podskórna ma włókna krzyżujące się z włóknami strony przeciwnej i kończące się w tkance podskórnej, z którą bezpośrednio sąsiaduje.
W odróżnieniu od zwieracza wewnętrznego odbytu, który jest mięśniem gładkim, zwieracz zewnętrzny jest mięśniem poprzecznie prążkowanym. Sprawia to, że jego czynność jest zależna od woli, odgrywa on więc rolę w końcowych fazach procesu defekacji. Znajdując się w stanie napięcia spoczynkowego mięsień ten zamyka odbyt, a kurcząc się zaciska się silniej. 
Unaczyniony jest przez tętnicę odbytniczą środkową (gałąź tętnicy biodrowej wewnętrznej) i tętnicę odbytniczą dolną (gałąź tętnicy sromowej wewnętrznej), a unerwiony przez nerwy odbytnicze dolne będące gałęziami nerwu sromowego.